# 1980-as Australian Open
Az 1980-as Australian Open az év negyedik Grand Slam-tornája volt, november 24. és november 30. között rendezték meg Melbourne-ben. A férfiaknál az amerikai Brian Teacher, nőknél a csehszlovák Hana Mandlíková nyert.

## Döntők

### Férfi egyes
Brian Teacher -  Kim Warwick, 7-5, 7-6, 6-3

### Női egyes
Hana Mandlíková -  Wendy Turnbull, 6-0, 7-5

### Férfi páros
Mark Edmondson /  Kim Warwick -  Peter McNamara /  Paul McNamee, 7-5, 6-4

### Női páros
Betsy Nagelsen /  Martina Navratilova -  Ann Kiyomura /  Candy Reynolds, 6-4, 6-4

### Vegyes páros
1970–1986 között nem rendezték meg.

## Juniorok

### Fiú egyéni
Craig Miller –  Wally Masur 7–6, 6–2

### Lány egyéni
Anne Minter –  Elizabeth Sayers 6–4, 6–2